# Nordkalotten brinner
Nordkalotten brinner är en bok, utgiven 2006 och skriven av Henny Utsi Åhlin. Den handlar om invånarna på Nordkalotten i Finland under andra världskriget. Författarinnan var själv som nioåring med och upplevde terrorn under det finska vinterkriget.